# Liste des planètes mineures non numérotées découvertes en août 2012
Pour un article plus général, voir Liste des planètes mineures non numérotées découvertes en 2012.
Pour un article plus général, voir Liste des planètes mineures.
Cet article dresse la liste des planètes mineures (astéroïdes, centaures, objets transneptuniens et assimilés) non numérotées découvertes en août 2012 dans l'ordre de leur découverte.
Au 15 janvier 2025, 661 077 des 1 434 993 planètes mineures répertoriées par le Centre des planètes mineures ne sont pas encore numérotées, soit 46,07 %.

## Rappel concernant la désignation provisoire
La désignation provisoire indique l'ordre de découverte de ces objets. En effet, cette désignation est composée de l'année de découverte (par exemple 2012) suivie de la quinzaine (demi-mois) de découverte (p.e. A = 1-15 janvier) puis de l'ordre de découverte dans cette quinzaine. Cet ordre est indiqué par une lettre et éventuellement un chiffre comme suit : A pour la première découverte, B pour la deuxième, ..., Z pour la 25e (le I n'est pas utilisé pour éviter la confusion avec 1), A1 pour la 26e, B1 pour la 27e, etc. , Z1 pour la 50e, A2 pour la 51e, B2 pour la 52e, etc. L'ordre de la numérotation ne suit donc pas l'ordre alphanumérique. 2012 AA1 suit ainsi 2012 AZ et précède 2012 AB1.

## Liste

### Du1erau 15 août
- 2012 PA
- 2012 PK
- 2012 PL
- 2012 PN
- 2012 PP
- 2012 PT
- 2012 PX
- 2012 PD1
- 2012 PH1
- 2012 PK1
- 2012 PQ1
- 2012 PV1
- 2012 PW1
- 2012 PZ1
- 2012 PP2
- 2012 PR2
- 2012 PD3
- 2012 PG3
- 2012 PK3
- 2012 PN3
- 2012 PQ3
- 2012 PU3
- 2012 PW3
- 2012 PO4
- 2012 PR4
- 2012 PS4
- 2012 PG5
- 2012 PM5
- 2012 PQ5
- 2012 PS5
- 2012 PX5
- 2012 PE6
- 2012 PF6
- 2012 PH6
- 2012 PJ6
- 2012 PM6
- 2012 PN6
- 2012 PO6
- 2012 PQ6
- 2012 PR6
- 2012 PN7
- 2012 PQ7
- 2012 PX7
- 2012 PZ7
- 2012 PL8
- 2012 PS8
- 2012 PX8
- 2012 PC9
- 2012 PE9
- 2012 PH9
- 2012 PJ9
- 2012 PK9
- 2012 PM9
- 2012 PN9
- 2012 PT9
- 2012 PA10
- 2012 PB10
- 2012 PB11
- 2012 PE11
- 2012 PG11
- 2012 PH11
- 2012 PK11
- 2012 PP11
- 2012 PU11
- 2012 PV11
- 2012 PF12
- 2012 PM12
- 2012 PO12
- 2012 PQ12
- 2012 PT12
- 2012 PW12
- 2012 PC13
- 2012 PR13
- 2012 PS13
- 2012 PW13
- 2012 PC14
- 2012 PP14
- 2012 PD15
- 2012 PE15
- 2012 PJ15
- 2012 PM15
- 2012 PN15
- 2012 PP15
- 2012 PQ15
- 2012 PV15
- 2012 PX15
- 2012 PZ15
- 2012 PG16
- 2012 PL16
- 2012 PS16
- 2012 PT16
- 2012 PV16
- 2012 PX16
- 2012 PJ17
- 2012 PO17
- 2012 PP17
- 2012 PS17
- 2012 PT17
- 2012 PU17
- 2012 PW17
- 2012 PZ17
- 2012 PK18
- 2012 PL18
- 2012 PN18
- 2012 PR18
- 2012 PS18
- 2012 PE19
- 2012 PG19
- 2012 PH19
- 2012 PK19
- 2012 PO19
- 2012 PS19
- 2012 PU19
- 2012 PY19
- 2012 PZ19
- 2012 PA20
- 2012 PB20
- 2012 PD20
- 2012 PF20
- 2012 PO20
- 2012 PV20
- 2012 PW20
- 2012 PC21
- 2012 PF21
- 2012 PX21
- 2012 PB22
- 2012 PD22
- 2012 PG22
- 2012 PL22
- 2012 PN22
- 2012 PO22
- 2012 PQ22
- 2012 PC23
- 2012 PH23
- 2012 PK23
- 2012 PV23
- 2012 PY23
- 2012 PJ24
- 2012 PK24
- 2012 PM24
- 2012 PN24
- 2012 PO24
- 2012 PP24
- 2012 PS24
- 2012 PV24
- 2012 PW24
- 2012 PX24
- 2012 PA25
- 2012 PB25
- 2012 PC25
- 2012 PE25
- 2012 PJ25
- 2012 PL25
- 2012 PN25
- 2012 PO25
- 2012 PT25
- 2012 PW25
- 2012 PX25
- 2012 PY25
- 2012 PZ25
- 2012 PB26
- 2012 PD26
- 2012 PE26
- 2012 PU26
- 2012 PV26
- 2012 PX26
- 2012 PB27
- 2012 PF27
- 2012 PN27
- 2012 PR27
- 2012 PV27
- 2012 PE28
- 2012 PM28
- 2012 PO28
- 2012 PQ28
- 2012 PS28
- 2012 PT28
- 2012 PV28
- 2012 PZ28
- 2012 PB29
- 2012 PD29
- 2012 PE29
- 2012 PF29
- 2012 PL29
- 2012 PN29
- 2012 PS29
- 2012 PU29
- 2012 PE31
- 2012 PF31
- 2012 PW31
- 2012 PA32
- 2012 PU32
- 2012 PE33
- 2012 PU33
- 2012 PK34
- 2012 PN34
- 2012 PP34
- 2012 PJ35
- 2012 PY35
- 2012 PB36
- 2012 PC36
- 2012 PD36
- 2012 PP36
- 2012 PQ36
- 2012 PD37
- 2012 PJ37
- 2012 PO37
- 2012 PF38
- 2012 PL38
- 2012 PC39
- 2012 PE39
- 2012 PW39
- 2012 PC40
- 2012 PP40
- 2012 PR40
- 2012 PV40
- 2012 PW40
- 2012 PX40
- 2012 PG41
- 2012 PM41
- 2012 PO41
- 2012 PV41
- 2012 PW41
- 2012 PH42
- 2012 PR43
- 2012 PS43
- 2012 PM44
- 2012 PQ44
- 2012 PE46
- 2012 PJ46
- 2012 PM46
- 2012 PN46
- 2012 PQ46
- 2012 PT46
- 2012 PD47
- 2012 PE47
- 2012 PJ47
- 2012 PN47
- 2012 PO47
- 2012 PP47
- 2012 PQ47
- 2012 PR47
- 2012 PU47
- 2012 PV47
- 2012 PW47
- 2012 PX47
- 2012 PZ47
- 2012 PA48
- 2012 PB48
- 2012 PC48
- 2012 PD48
- 2012 PE48
- 2012 PG48
- 2012 PJ48
- 2012 PK48
- 2012 PL48
- 2012 PM48
- 2012 PN48
- 2012 PP48
- 2012 PQ48
- 2012 PR48
- 2012 PS48
- 2012 PU48
- 2012 PW48
- 2012 PY48
- 2012 PZ48
- 2012 PA49
- 2012 PB49
- 2012 PC49
- 2012 PD49
- 2012 PE49
- 2012 PF49
- 2012 PG49
- 2012 PH49
- 2012 PJ49
- 2012 PK49
- 2012 PL49
- 2012 PO49
- 2012 PP49
- 2012 PU49
- 2012 PX49
- 2012 PZ49
- 2012 PB50
- 2012 PC50
- 2012 PD50
- 2012 PE50
- 2012 PG50
- 2012 PJ50
- 2012 PK50
- 2012 PL50
- 2012 PM50
- 2012 PN50
- 2012 PO50
- 2012 PP50
- 2012 PQ50
- 2012 PR50
- 2012 PS50
- 2012 PT50
- 2012 PU50
- 2012 PV50
- 2012 PY50
- 2012 PZ50
- 2012 PB51
- 2012 PD51
- 2012 PF51
- 2012 PG51
- 2012 PH51
- 2012 PJ51
- 2012 PK51
- 2012 PL51
- 2012 PM51
- 2012 PN51
- 2012 PO51
- 2012 PP51
- 2012 PR51
- 2012 PS51
- 2012 PT51
- 2012 PW51
- 2012 PX51
- 2012 PY51
- 2012 PZ51
- 2012 PA52
- 2012 PB52
- 2012 PE52
- 2012 PF52
- 2012 PG52
- 2012 PH52
- 2012 PK52
- 2012 PL52
- 2012 PN52
- 2012 PO52
- 2012 PP52
- 2012 PQ52
- 2012 PR52
- 2012 PT52
- 2012 PW52
- 2012 PX52
- 2012 PE53
- 2012 PH53
- 2012 PK53
- 2012 PL53
- 2012 PM53
- 2012 PN53
- 2012 PP53
- 2012 PQ53
- 2012 PR53
- 2012 PS53
- 2012 PU53
- 2012 PZ53
- 2012 PA54
- 2012 PD54
- 2012 PF54
- 2012 PH54
- 2012 PL54
- 2012 PM54
- 2012 PN54
- 2012 PO54
- 2012 PP54
- 2012 PR54
- 2012 PS54
- 2012 PT54
- 2012 PU54
- 2012 PX54
- 2012 PA55
- 2012 PB55
- 2012 PD55
- 2012 PE55
- 2012 PG55
- 2012 PJ55
- 2012 PK55
- 2012 PM55
- 2012 PN55
- 2012 PO55
- 2012 PP55
- 2012 PR55
- 2012 PT55
- 2012 PV55
- 2012 PW55
- 2012 PX55
- 2012 PY55
- 2012 PA56
- 2012 PD56
- 2012 PE56
- 2012 PF56
- 2012 PG56
- 2012 PM56
- 2012 PN56
- 2012 PO56
- 2012 PS56
- 2012 PT56
- 2012 PU56
- 2012 PV56
- 2012 PW56
- 2012 PX56
- 2012 PY56
- 2012 PC57
- 2012 PD57
- 2012 PH57
- 2012 PK57
- 2012 PL57
- 2012 PM57
- 2012 PN57
- 2012 PO57
- 2012 PQ57
- 2012 PR57
- 2012 PS57
- 2012 PT57
- 2012 PU57
- 2012 PV57
- 2012 PY57
- 2012 PZ57
- 2012 PB58
- 2012 PD58
- 2012 PE58
- 2012 PF58
- 2012 PG58
- 2012 PJ58
- 2012 PK58
- 2012 PM58
- 2012 PN58
- 2012 PO58
- 2012 PP58
- 2012 PQ58
- 2012 PS58
- 2012 PU58
- 2012 PV58
- 2012 PW58
- 2012 PX58
- 2012 PA59
- 2012 PB59
- 2012 PD59
- 2012 PE59
- 2012 PF59
- 2012 PG59
- 2012 PH59
- 2012 PJ59
- 2012 PK59
- 2012 PL59
- 2012 PM59
- 2012 PN59
- 2012 PO59
- 2012 PP59
- 2012 PR59
- 2012 PS59
- 2012 PT59
- 2012 PU59
- 2012 PV59
- 2012 PW59
- 2012 PY59
- 2012 PZ59
- 2012 PB60
- 2012 PC60
- 2012 PE60
- 2012 PF60
- 2012 PG60
- 2012 PH60
- 2012 PJ60
- 2012 PK60
- 2012 PL60
- 2012 PM60
- 2012 PN60
- 2012 PO60
- 2012 PP60
- 2012 PR60
- 2012 PS60
- 2012 PT60
- 2012 PU60
- 2012 PW60
- 2012 PX60
- 2012 PY60
- 2012 PA61
- 2012 PB61
- 2012 PD61
- 2012 PE61
- 2012 PF61
- 2012 PG61
- 2012 PH61
- 2012 PJ61
- 2012 PK61
- 2012 PL61
- 2012 PM61
- 2012 PN61
- 2012 PP61
- 2012 PQ61
- 2012 PR61
- 2012 PS61
- 2012 PZ61
- 2012 PB62
- 2012 PC62
- 2012 PD62
- 2012 PE62
- 2012 PH62
- 2012 PL62
- 2012 PM62
- 2012 PN62
- 2012 PO62
- 2012 PP62
- 2012 PQ62
- 2012 PR62
- 2012 PS62
- 2012 PT62
- 2012 PU62
- 2012 PV62
- 2012 PW62
- 2012 PY62
- 2012 PZ62
- 2012 PC63
- 2012 PD63
- 2012 PE63
- 2012 PF63
- 2012 PG63
- 2012 PH63
- 2012 PJ63
- 2012 PK63
- 2012 PL63
- 2012 PM63
- 2012 PN63
- 2012 PO63
- 2012 PP63
- 2012 PQ63
- 2012 PR63
- 2012 PS63
- 2012 PU63
- 2012 PV63
- 2012 PW63
- 2012 PX63
- 2012 PY63
- 2012 PZ63
- 2012 PA64
- 2012 PB64
- 2012 PC64
- 2012 PD64
- 2012 PE64
- 2012 PF64
- 2012 PG64
- 2012 PH64
- 2012 PJ64
- 2012 PK64
- 2012 PL64
- 2012 PM64
- 2012 PN64
- 2012 PO64
- 2012 PP64
- 2012 PQ64
- 2012 PT64
- 2012 PU64
- 2012 PV64
- 2012 PW64
- 2012 PX64
- 2012 PY64
- 2012 PZ64
- 2012 PA65
- 2012 PB65
- 2012 PC65
- 2012 PD65
- 2012 PF65
- 2012 PH65
- 2012 PJ65
- 2012 PK65
- 2012 PL65
- 2012 PM65
- 2012 PN65
- 2012 PO65
- 2012 PP65
- 2012 PQ65

### Du 16 au 31 août
- 2012 QC
- 2012 QM
- 2012 QO
- 2012 QU
- 2012 QW
- 2012 QX
- 2012 QY
- 2012 QC1
- 2012 QD1
- 2012 QH1
- 2012 QJ1
- 2012 QR1
- 2012 QA2
- 2012 QB2
- 2012 QG2
- 2012 QH2
- 2012 QJ2
- 2012 QO2
- 2012 QP2
- 2012 QV2
- 2012 QW2
- 2012 QA3
- 2012 QD3
- 2012 QH3
- 2012 QJ3
- 2012 QR3
- 2012 QU3
- 2012 QV3
- 2012 QW3
- 2012 QC4
- 2012 QJ4
- 2012 QM4
- 2012 QR4
- 2012 QU4
- 2012 QW4
- 2012 QZ4
- 2012 QB5
- 2012 QC5
- 2012 QD5
- 2012 QF5
- 2012 QJ5
- 2012 QN5
- 2012 QD6
- 2012 QF6
- 2012 QK6
- 2012 QQ6
- 2012 QS6
- 2012 QL7
- 2012 QN7
- 2012 QQ7
- 2012 QR7
- 2012 QT7
- 2012 QV7
- 2012 QC8
- 2012 QD8
- 2012 QE8
- 2012 QG8
- 2012 QH8
- 2012 QJ8
- 2012 QK8
- 2012 QL8
- 2012 QN8
- 2012 QO8
- 2012 QP8
- 2012 QR8
- 2012 QT8
- 2012 QU8
- 2012 QV8
- 2012 QD9
- 2012 QG9
- 2012 QH9
- 2012 QN9
- 2012 QS9
- 2012 QY9
- 2012 QB10
- 2012 QC10
- 2012 QG10
- 2012 QO10
- 2012 QQ10
- 2012 QU10
- 2012 QJ11
- 2012 QL11
- 2012 QQ11
- 2012 QT11
- 2012 QW11
- 2012 QX11
- 2012 QG12
- 2012 QO12
- 2012 QQ12
- 2012 QR12
- 2012 QS12
- 2012 QT12
- 2012 QE13
- 2012 QJ13
- 2012 QK13
- 2012 QL13
- 2012 QO13
- 2012 QR13
- 2012 QY13
- 2012 QC14
- 2012 QH14
- 2012 QJ14
- 2012 QK14
- 2012 QL14
- 2012 QM14
- 2012 QO14
- 2012 QQ14
- 2012 QW14
- 2012 QY14
- 2012 QU15
- 2012 QX15
- 2012 QZ15
- 2012 QB16
- 2012 QC16
- 2012 QD16
- 2012 QH16
- 2012 QM16
- 2012 QO16
- 2012 QQ16
- 2012 QX16
- 2012 QY16
- 2012 QZ16
- 2012 QE17
- 2012 QF17
- 2012 QG17
- 2012 QM17
- 2012 QO17
- 2012 QP17
- 2012 QQ17
- 2012 QV17
- 2012 QW17
- 2012 QX17
- 2012 QY17
- 2012 QZ17
- 2012 QA18
- 2012 QB18
- 2012 QC18
- 2012 QD18
- 2012 QF18
- 2012 QJ18
- 2012 QK18
- 2012 QN18
- 2012 QS18
- 2012 QV18
- 2012 QA19
- 2012 QD19
- 2012 QF19
- 2012 QX19
- 2012 QC20
- 2012 QN20
- 2012 QA21
- 2012 QB21
- 2012 QG21
- 2012 QS21
- 2012 QL22
- 2012 QQ22
- 2012 QY22
- 2012 QA23
- 2012 QE23
- 2012 QP23
- 2012 QT23
- 2012 QY23
- 2012 QC24
- 2012 QG24
- 2012 QM24
- 2012 QQ24
- 2012 QZ24
- 2012 QF25
- 2012 QJ25
- 2012 QM25
- 2012 QN25
- 2012 QQ25
- 2012 QU25
- 2012 QH26
- 2012 QO26
- 2012 QP26
- 2012 QR26
- 2012 QS26
- 2012 QX26
- 2012 QB27
- 2012 QC27
- 2012 QH27
- 2012 QM27
- 2012 QO27
- 2012 QD28
- 2012 QE28
- 2012 QJ28
- 2012 QS28
- 2012 QU28
- 2012 QY28
- 2012 QZ28
- 2012 QB29
- 2012 QD29
- 2012 QH29
- 2012 QK29
- 2012 QP29
- 2012 QR29
- 2012 QX29
- 2012 QY29
- 2012 QA30
- 2012 QB30
- 2012 QC30
- 2012 QK30
- 2012 QM30
- 2012 QV30
- 2012 QK31
- 2012 QN31
- 2012 QO31
- 2012 QS31
- 2012 QW31
- 2012 QD32
- 2012 QO32
- 2012 QP32
- 2012 QV32
- 2012 QW32
- 2012 QX32
- 2012 QZ32
- 2012 QB33
- 2012 QF33
- 2012 QH33
- 2012 QM33
- 2012 QY33
- 2012 QZ33
- 2012 QG34
- 2012 QJ34
- 2012 QM34
- 2012 QS34
- 2012 QX34
- 2012 QC35
- 2012 QE35
- 2012 QL35
- 2012 QN35
- 2012 QU35
- 2012 QG36
- 2012 QK36
- 2012 QP36
- 2012 QU36
- 2012 QZ36
- 2012 QK37
- 2012 QN37
- 2012 QU37
- 2012 QX37
- 2012 QF38
- 2012 QK38
- 2012 QR38
- 2012 QG39
- 2012 QJ39
- 2012 QR39
- 2012 QV39
- 2012 QY39
- 2012 QA40
- 2012 QD40
- 2012 QG40
- 2012 QJ40
- 2012 QY40
- 2012 QE42
- 2012 QF42
- 2012 QG42
- 2012 QL42
- 2012 QV42
- 2012 QX42
- 2012 QF43
- 2012 QO43
- 2012 QU44
- 2012 QW44
- 2012 QB45
- 2012 QJ45
- 2012 QK45
- 2012 QL45
- 2012 QN45
- 2012 QU45
- 2012 QW45
- 2012 QH46
- 2012 QN46
- 2012 QR46
- 2012 QS46
- 2012 QA47
- 2012 QB47
- 2012 QC47
- 2012 QJ47
- 2012 QF48
- 2012 QH48
- 2012 QW48
- 2012 QX48
- 2012 QE49
- 2012 QG49
- 2012 QH49
- 2012 QY49
- 2012 QD50
- 2012 QE50
- 2012 QF50
- 2012 QG50
- 2012 QH50
- 2012 QJ50
- 2012 QL50
- 2012 QO50
- 2012 QQ50
- 2012 QR50
- 2012 QS50
- 2012 QT51
- 2012 QC52
- 2012 QE52
- 2012 QF52
- 2012 QV52
- 2012 QY53
- 2012 QZ53
- 2012 QB54
- 2012 QZ54
- 2012 QA55
- 2012 QC55
- 2012 QH55
- 2012 QK55
- 2012 QL55
- 2012 QM55
- 2012 QN55
- 2012 QP55
- 2012 QQ55
- 2012 QR55
- 2012 QT55
- 2012 QV55
- 2012 QX55
- 2012 QY55
- 2012 QZ55
- 2012 QD56
- 2012 QH56
- 2012 QM56
- 2012 QQ56
- 2012 QS56
- 2012 QT56
- 2012 QX56
- 2012 QY56
- 2012 QE57
- 2012 QF57
- 2012 QG57
- 2012 QH57
- 2012 QJ57
- 2012 QK57
- 2012 QL57
- 2012 QM57
- 2012 QN57
- 2012 QO57
- 2012 QP57
- 2012 QQ57
- 2012 QR57
- 2012 QT57
- 2012 QU57
- 2012 QV57
- 2012 QX57
- 2012 QY57
- 2012 QZ57
- 2012 QA58
- 2012 QB58
- 2012 QC58
- 2012 QE58
- 2012 QF58
- 2012 QG58
- 2012 QH58
- 2012 QJ58
- 2012 QK58
- 2012 QL58
- 2012 QM58
- 2012 QN58
- 2012 QP58
- 2012 QQ58
- 2012 QR58
- 2012 QS58
- 2012 QT58
- 2012 QU58
- 2012 QV58
- 2012 QW58
- 2012 QY58
- 2012 QA59
- 2012 QC59
- 2012 QH59
- 2012 QJ59
- 2012 QL59
- 2012 QM59
- 2012 QN59
- 2012 QQ59
- 2012 QR59
- 2012 QX59
- 2012 QB60
- 2012 QD60
- 2012 QE60
- 2012 QF60
- 2012 QH60
- 2012 QJ60
- 2012 QL60
- 2012 QM60
- 2012 QN60
- 2012 QP60
- 2012 QQ60
- 2012 QR60
- 2012 QS60
- 2012 QU60
- 2012 QV60
- 2012 QX60
- 2012 QY60
- 2012 QZ60
- 2012 QB61
- 2012 QC61
- 2012 QE61
- 2012 QF61
- 2012 QG61
- 2012 QH61
- 2012 QJ61
- 2012 QK61
- 2012 QM61
- 2012 QN61
- 2012 QO61
- 2012 QP61
- 2012 QQ61
- 2012 QR61
- 2012 QS61
- 2012 QW61
- 2012 QX61
- 2012 QC62
- 2012 QD62
- 2012 QF62
- 2012 QG62
- 2012 QH62
- 2012 QJ62
- 2012 QK62
- 2012 QL62
- 2012 QM62
- 2012 QN62
- 2012 QO62
- 2012 QP62
- 2012 QR62
- 2012 QS62
- 2012 QU62
- 2012 QW62
- 2012 QX62
- 2012 QY62
- 2012 QZ62
- 2012 QA63
- 2012 QB63
- 2012 QG63
- 2012 QJ63
- 2012 QK63
- 2012 QL63
- 2012 QM63
- 2012 QO63
- 2012 QP63
- 2012 QQ63
- 2012 QR63
- 2012 QS63
- 2012 QT63
- 2012 QU63
- 2012 QW63
- 2012 QZ63
- 2012 QB64
- 2012 QE64
- 2012 QF64
- 2012 QH64
- 2012 QO64
- 2012 QS64
- 2012 QT64
- 2012 QW64
- 2012 QA65
- 2012 QC65
- 2012 QD65
- 2012 QE65
- 2012 QG65
- 2012 QH65
- 2012 QL65
- 2012 QM65
- 2012 QQ65
- 2012 QR65
- 2012 QS65
- 2012 QU65
- 2012 QX65
- 2012 QY65
- 2012 QE66
- 2012 QG66
- 2012 QH66
- 2012 QJ66
- 2012 QK66
- 2012 QO66
- 2012 QP66
- 2012 QQ66
- 2012 QR66
- 2012 QT66
- 2012 QU66
- 2012 QV66
- 2012 QX66
- 2012 QY66
- 2012 QE67
- 2012 QF67
- 2012 QG67
- 2012 QJ67
- 2012 QK67
- 2012 QL67
- 2012 QN67
- 2012 QU67
- 2012 QV67
- 2012 QX67
- 2012 QZ67
- 2012 QA68
- 2012 QB68
- 2012 QE68
- 2012 QF68
- 2012 QG68
- 2012 QK68
- 2012 QM68
- 2012 QN68
- 2012 QP68
- 2012 QQ68
- 2012 QR68
- 2012 QT68
- 2012 QU68
- 2012 QV68
- 2012 QW68
- 2012 QX68
- 2012 QZ68
- 2012 QC69
- 2012 QD69
- 2012 QG69
- 2012 QH69
- 2012 QP69
- 2012 QT69
- 2012 QU69
- 2012 QV69
- 2012 QX69
- 2012 QY69
- 2012 QB70
- 2012 QE70
- 2012 QF70
- 2012 QG70
- 2012 QJ70
- 2012 QL70
- 2012 QM70
- 2012 QN70
- 2012 QO70
- 2012 QP70
- 2012 QU70
- 2012 QV70
- 2012 QW70
- 2012 QX70
- 2012 QY70
- 2012 QZ70
- 2012 QA71
- 2012 QB71
- 2012 QD71
- 2012 QE71
- 2012 QG71
- 2012 QJ71
- 2012 QK71
- 2012 QL71
- 2012 QM71
- 2012 QO71
- 2012 QP71
- 2012 QS71
- 2012 QT71
- 2012 QU71
- 2012 QV71
- 2012 QW71
- 2012 QY71
- 2012 QZ71
- 2012 QB72
- 2012 QC72
- 2012 QD72
- 2012 QE72
- 2012 QF72
- 2012 QG72
- 2012 QH72
- 2012 QK72
- 2012 QN72
- 2012 QO72
- 2012 QP72
- 2012 QQ72
- 2012 QR72
- 2012 QS72
- 2012 QU72
- 2012 QV72
- 2012 QW72
- 2012 QX72
- 2012 QY72
- 2012 QZ72
- 2012 QA73
- 2012 QB73
- 2012 QE73
- 2012 QG73
- 2012 QJ73
- 2012 QK73
- 2012 QM73
- 2012 QN73
- 2012 QO73
- 2012 QQ73
- 2012 QR73
- 2012 QS73
- 2012 QU73
- 2012 QV73
- 2012 QW73
- 2012 QX73
- 2012 QY73
- 2012 QZ73
- 2012 QA74
- 2012 QC74
- 2012 QD74
- 2012 QE74
- 2012 QF74
- 2012 QG74
- 2012 QH74
- 2012 QJ74
- 2012 QK74
- 2012 QL74
- 2012 QM74
- 2012 QN74
- 2012 QO74
- 2012 QP74
- 2012 QQ74
- 2012 QS74
- 2012 QT74
- 2012 QU74
- 2012 QV74
- 2012 QW74
- 2012 QX74
- 2012 QZ74
- 2012 QB75
- 2012 QD75
- 2012 QE75
- 2012 QF75
- 2012 QG75
- 2012 QH75
- 2012 QJ75
- 2012 QK75
- 2012 QL75
- 2012 QM75
- 2012 QO75
- 2012 QP75
- 2012 QR75
- 2012 QS75
- 2012 QT75
- 2012 QU75
- 2012 QV75
- 2012 QW75
- 2012 QX75
- 2012 QZ75
- 2012 QA76
- 2012 QB76
- 2012 QC76
- 2012 QD76
- 2012 QE76
- 2012 QF76
- 2012 QJ76
- 2012 QL76
- 2012 QM76
- 2012 QO76
- 2012 QP76
- 2012 QQ76
- 2012 QR76
- 2012 QS76
- 2012 QT76
- 2012 QU76
- 2012 QV76
- 2012 QX76
- 2012 QY76
- 2012 QB77
- 2012 QD77
- 2012 QE77
- 2012 QF77
- 2012 QG77
- 2012 QH77
- 2012 QK77
- 2012 QL77
- 2012 QM77
- 2012 QP77
- 2012 QQ77
- 2012 QR77
- 2012 QS77
- 2012 QU77
- 2012 QV77
- 2012 QW77
- 2012 QX77
- 2012 QY77
- 2012 QZ77
- 2012 QA78
- 2012 QB78
- 2012 QD78
- 2012 QF78
- 2012 QG78
- 2012 QH78
- 2012 QK78
- 2012 QL78
- 2012 QN78
- 2012 QO78
- 2012 QP78
- 2012 QQ78
- 2012 QR78
- 2012 QS78
- 2012 QT78
- 2012 QU78
- 2012 QV78
- 2012 QW78
- 2012 QX78
- 2012 QY78
- 2012 QZ78
- 2012 QA79
- 2012 QB79
- 2012 QC79
- 2012 QE79
- 2012 QF79
- 2012 QG79
- 2012 QH79
- 2012 QK79
- 2012 QL79
- 2012 QM79
- 2012 QN79
- 2012 QO79
- 2012 QP79
- 2012 QR79
- 2012 QS79
- 2012 QT79
- 2012 QU79
- 2012 QV79
- 2012 QW79
- 2012 QX79
- 2012 QZ79
- 2012 QA80
- 2012 QB80
- 2012 QC80
- 2012 QD80
- 2012 QE80
- 2012 QF80
- 2012 QG80
- 2012 QJ80
- 2012 QK80
- 2012 QN80
- 2012 QO80
- 2012 QP80
- 2012 QQ80
- 2012 QR80
- 2012 QS80
- 2012 QT80
- 2012 QU80
- 2012 QV80
- 2012 QW80
- 2012 QX80
- 2012 QY80
- 2012 QZ80
- 2012 QA81
- 2012 QB81
- 2012 QC81
- 2012 QD81
- 2012 QE81
- 2012 QF81
- 2012 QG81
- 2012 QH81
- 2012 QJ81
- 2012 QK81
- 2012 QL81
- 2012 QM81
- 2012 QN81
- 2012 QO81
- 2012 QP81
- 2012 QQ81
- 2012 QS81
- 2012 QT81
- 2012 QU81
- 2012 QV81
- 2012 QW81
- 2012 QX81
- 2012 QY81
- 2012 QZ81
- 2012 QA82
- 2012 QB82
- 2012 QC82
- 2012 QD82
- 2012 QE82
- 2012 QG82
- 2012 QH82
- 2012 QK82
- 2012 QL82
- 2012 QM82
- 2012 QN82
- 2012 QO82
- 2012 QP82
- 2012 QQ82
- 2012 QR82
- 2012 QS82
- 2012 QT82
- 2012 QV82
- 2012 QX82
- 2012 QY82
- 2012 QB83
- 2012 QC83
- 2012 QD83
- 2012 QE83
- 2012 QF83
- 2012 QG83
- 2012 QH83
- 2012 QJ83
- 2012 QK83
- 2012 QL83
- 2012 QM83
- 2012 QN83
- 2012 QO83
- 2012 QP83
- 2012 QR83
- 2012 QS83
- 2012 QT83
- 2012 QU83
- 2012 QV83
- 2012 QW83
- 2012 QX83
- 2012 QY83
- 2012 QZ83
- 2012 QA84
- 2012 QB84
- 2012 QC84
- 2012 QD84
- 2012 QE84
- 2012 QF84
- 2012 QG84
- 2012 QJ84
- 2012 QK84
- 2012 QL84
- 2012 QM84
- 2012 QN84
- 2012 QO84
- 2012 QP84
- 2012 QQ84
- 2012 QR84
- 2012 QS84
- 2012 QT84
- 2012 QU84
- 2012 QV84